# Številka EC
Številka EC (iz angleščine Enzyme Commission number) je numerična klasifikacijska shema za encime, osnovana na vrsti kemične reakcije, ki jo katalizirajo. Natančneje povedano EC številka ne razvršča samih encimov, pač pa encimsko katalizirane reakcije. Če različni encimi (npr. iz različnih organizmov) katalizirajo isto reakcijo, imajo vsi enotno EC številko.
Osnovna shema je bila razvita leta 1955 med Mednarodnim kongresom biokemije v Bruslju, prva javna verzija pa je bila objavljena leta 1961.

## Zgradba kode
Vsaka koda je sestavljena iz začetnih črk »EC«, ki jim sledijo štiri številke, med seboj ločene s piko.
Primer: tripeptid aminopeptidaza ima kodo »EC 3.4.11.4«, kar pomeni naslednje:
- EC 3 - encim je hidrolaza
- EC 3.4 - je hidrolaza, ki deluje na peptidne vezi
- EC 3.4.11 - je hidrolaza, ki odcepi amino-konec aminokisline od polipeptida
- EC 3.4.11.4 - deluje na tripeptide